# Complemento verbal
Os complementos verbais, ou objetos, completam o sentido dos verbos transitivos. Estes complementos podem ligar-se ao verbo através de uma preposição ou sem o auxílio dela. Quando há necessidade de preposição, o complemento verbal é chamado de objeto indireto; quando ela não é necessária, o complemento verbal é chamado de objeto direto. Alguns verbos podem aceitar ao mesmo tempo um objeto direto e outro indireto. Em alguns casos, por questões de estilo, adiciona-se uma preposição ao objeto direto. Neste caso o objeto direto é dito preposicionado.

## Exemplos
- Aviões podem voar porque possuem asas. - Asas é o objeto direto do verbo possuir.
- Gosto de escrever. - De escrever é o objeto indireto do verbo gostar.
- Neguei tudo aos impostores. - Tudo é objeto direto e aos impostores é objeto indireto do verbo negar.

## Direto
Objeto direto é o termo da oração que completa o sentido de um verbo transitivo direto. O objeto direto liga-se ao verbo sem o auxílio de uma preposição. Indica o paciente, o alvo ou o elemento sobre o qual recai a ação.
Identificamos o objeto direto quando perguntamos ao verbo: "o quê": a resposta será o objeto direto.

### Exemplos
Vós admirais os companheiros. -Perguntamos, Vós admirais o quê? A resposta é os companheiros, que é o objeto direto.
Nós amamos Julieta. -Perguntamos, Nós amamos quem? A resposta é Julieta, que é o objeto direto da oração.
Maria vendia doces. -Perguntamos, Maria vendia o que? A resposta é doces, que é o objeto direto.
Ivano ama Hortênsia. -Perguntamos, Ivano ama quem? A resposta é Hortênsia, que é o objeto direto.
Jonas ama Ana. - Perguntamos, Jonas ama quem? A resposta é Ana que é objeto direto.

## Direto preposicionado
Há casos, no entanto, que um verbo transitivo direto aparece seguido de preposição, que, por sua vez, precede o objeto direto. Nesses casos temos o chamado objeto direto preposicionado.
- Ex: Vós tomais do vinho. -Esta construção se faz da contração de termos como: Vós tomais "parte" do vinho.

O objeto direto é obrigatoriamente preposicionado quando expresso:
- Por pronome pessoal oblíquo tônico; Ex: a) Não a ti, Cristo, odeio ou te não quero. b) Rubião, esqueceu a sala, a mulher e a si.
- Pelo pronome relativo "quem", de antecedente claro.
- Por pronome átono e substantivo coordenados.

O objeto direto preposicionado também ocorre principalmente:
- Quando é formado de nomes referentes a pessoas.
- Quando é formado de pronome indefinido.
- Quando se deseja evitar ambiguidade na frase.
- Quando se quer dar ideia de parte, porção.
- Quando é formado pelas conjunções subordinativas comparativas COMO, QUE ou DO QUE ou com os verbos aprender e ensinar.

Ex: a) Não amo a ninguém, Pedro (C. dos Anjos, M, 196). b) Só não amava a Jorge como amava ao filho (J. Paço d'Arcos, LT,156).

## Indireto
O objeto indireto é o termo da oração que completa um verbo transitivo indireto, sendo obrigatoriamente precedido de preposição.
Identificamos o Objeto indireto, quando perguntamos ao verbo: quaisquer perguntas sem ser o quê. A resposta será o objeto indireto.

### Indireto reflexivo
O objeto indireto reflexivo é o objeto indireto que indica a reflexão da ação do sujeito.
Exemplo:
- O dono da casa deu-se o prazer de uma torta.

### Exemplos
- Breno obedece aos pais. (Breno obedece a quem? Resposta: aos pais, objeto indireto).
  - Caio obedeceu à Cláudia (Caio obedeceu a quem? Resposta: à Cláudia, objeto indireto).